# Vou Rifar Meu Coração
Vou Rifar Meu Coração é um documentário brasileiro de 2012, dirigido por Ana Rieper. O filme aborda o universo da música brega, entrevistando artistas como Agnaldo Timóteo, Wando, Amado Batista, Lindomar Castilho, Nelson Ned, Walter de Afogados e Rodrigo Mell, além de fãs do gênero que falam sobre momentos de suas vidas em que identificaram com as canções dos ídolos.
Lindomar Castilho, autor da música Eu Vou Rifar Meu Coração, só aceitou ser entrevistado com a condição de que a diretora não fizesse perguntas sobre o assassinato de sua ex-mulher, em 1981, pelo qual foi condenado a sete anos de prisão

## Adaptação
Em 2013, o filme foi exibido em formato de série no Canal Brasil.

## Prêmios
- Festival In-Edit Brasil 2012: Melhor filme[4]
- FestCine Goiânia: Melhor direção e Melhor montagem
- AtlantiDoc (Uruguai): Melhor direção de arte em documentário e Prêmio Especial da Fipresci[5]